# Andrzej Kunert

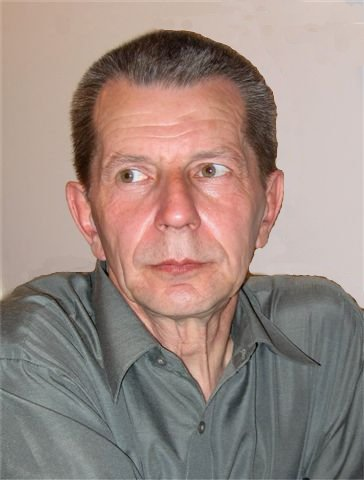
Andrzej Kunert (2007)

Andrzej Krzysztof Kunert (ur. 12 października 1952 w Warszawie) – polski historyk, doktor habilitowany nauk humanistycznych (2010), w latach 2010–2016 sekretarz Rady Ochrony Pamięci Walk i Męczeństwa.

## Życiorys
Absolwent VI Liceum Ogólnokształcącego im. Tadeusza Reytana w Warszawie (1971). Studiował na Wydziale Historycznym Uniwersytetu Warszawskiego. Tytuł zawodowy magistra uzyskał w 1976 na podstawie pracy pt. Wojskowe Sądownictwo Specjalne Związku Walki Zbrojnej – Armii Krajowej 1940–1945.
Od połowy lat 70. pracował w redakcji Słownika biograficznego działaczy polskiego ruchu robotniczego, opracowywał biogramy w tym słowniku. W latach 1984–1990 był redaktorem w Instytucie Wydawniczym PAX. Pełnił funkcję redaktora naczelnego Wydawnictwa Bellona, pracował następnie w Muzeum Wojska Polskiego. W 2007 został współwłaścicielem spółki cywilnej zajmującej się działalnością wydawniczą i wystawienniczą. Udzielał się jako konsultant cykli dokumentalnych Discovery Historia: Wielka wojna na wschodzie oraz Wrzesień 1939. Jako pracownik Biblioteki Narodowej kierował Pracownią Badań nad Książką i Kulturą Polską za Granicą oraz był redaktorem naukowym serii wydawniczej „Instytucje kultury polskiej za granicą i ich zbiory".
W 1993 został prezesem zarządu Fundacji Archiwum Polski Podziemnej 1939–1956. W 2002 uzyskał na Uniwersytecie Zielonogórskim stopień naukowy doktora na podstawie napisanej pod kierunkiem Włodzimierza Sulei rozprawy Kazimierz Moczarski (1907–1975). Zarys biografii. Współpracuje z redakcją Polskiego Słownika Biograficznego. W 2010 uzyskał stopień doktora habilitowanego na Uniwersytecie Zielonogórskim.
Zasiadał w konwencie Ruchu Stu.
W 1989 był współzałożycielem Niezależnego Komitetu Historycznego Badania Zbrodni Katyńskiej. W 1990 został członkiem Rady Ochrony Pamięci Walk i Męczeństwa. 16 kwietnia 2010, po śmierci Andrzeja Przewoźnika, został powołany na stanowisko sekretarza tego gremium, wchodząc w skład jej prezydium. Urząd ten sprawował do 1 sierpnia 2016, kiedy to ROPWiM została zlikwidowana.
Zaangażował się w m.in. w projekt budowy pomnika nagrobnego żołnierzy bolszewickich w Ossowie oraz pomnika ofiar katastrofy smoleńskiej na Cmentarzu Wojskowym na Powązkach w Warszawie. Zasiadł również w Polsko-Rosyjskiej Grupie do Spraw Trudnych. Został przewodniczącym Kapituły Honorowej Nagrody im. Danuty Siedzikówny „Inki” oraz członkiem jury Nagrody Historycznej im. Kazimierza Moczarskiego.
Był pracownikiem Katedry Historii Wojskowości Akademii Obrony Narodowej w Warszawie. W 2019 został członkiem Zespołu Nazewnictwa Miejskiego w Urzędzie m.st. Warszawy.

## Wybrane publikacje
- Spiska 14: aresztowanie generała „Grota” – Stefana Roweckiego, Andrzej Chmielarz, Andrzej Krzysztof Kunert, Państwowy Instytut Wydawniczy, Warszawa 1983, ISBN 83-06-01022-1, ISBN 978-83-06-01022-0.
- Słownik biograficzny konspiracji warszawskiej 1939–1944, Instytut Wydawniczy „Pax”, Warszawa 1987, ISBN 83-211-0739-7, ISBN 83-211-0758-3.
- Rzeczpospolita Walcząca. Wrzesień-grudzień 1939. Kalendarium, Wydawnictwo Sejmowe, Warszawa 1993.
- Rzeczpospolita Walcząca. Powstanie Warszawskie 1944. Kalendarium, Wydawnictwo Sejmowe, Warszawa 1994.
- Ilustrowany przewodnik po Polsce podziemnej: 1939–1945, Wydawnictwo Naukowe PWN, Warszawa 1996, ISBN 83-01-12101-7.
- Rzeczpospolita Walcząca. Styczeń-grudzień 1940. Kalendarium, Wydawnictwo Sejmowe, Warszawa 1997.
- Posłowie i senatorowie Rzeczypospolitej Polskiej 1919–1939. Słownik biograficzny (red. nauk.), Wydawnictwo Sejmowe, Warszawa 1998.
- Władysław Bartoszewski – życie i twórczość, Rytm, Warszawa 1999.
- Ilustrowany przewodnik po Polsce stalinowskiej: 1944–1956 T. 1 (współautor: Dariusz Baliszewski), Wydawnictwo Naukowe PWN, Warszawa 1999, ISBN 83-01-12906-9.
- Generał Tadeusz Bór-Komorowski w relacjach i dokumentach, Rytm, Warszawa 2000.
- Żydzi polscy w służbie Rzeczypospolitej 1939–1945. Wybór źródeł (opr.), Adiutor, Warszawa 2002.
- Józef Feliks Gawlina – Biskup Polowy Polskich Sił Zbrojnych, Adiutor, Warszawa 2002.
- Rozkazy Naczelnych Wodzów Polskich Sił Zbrojnych 1939–1945 (opr.), Adiutor, Warszawa 2002.
- Rzeczpospolita Walcząca. Styczeń-grudzień 1941. Kalendarium, Wydawnictwo Sejmowe, Warszawa 2002.
- Polskie wigilie wojenne 1939–1945, Adiutor, Warszawa 2003.
- Kronika Powstania Warszawskiego, Edipresse Polska, Warszawa 2004.
- Katyń – ocalona pamięć, Świat Książki, Warszawa 2010, ISBN 978-83-247-1892-4.
- Wielka ilustrowana encyklopedia Powstania Warszawskiego (trzytomowa), Bellona, Warszawa.

## Odznaczenia i wyróżnienia
W 2006 został odznaczony Złotym Krzyżem Zasługi (za zasługi w działalności na rzecz propagowania wiedzy o historii Polski, za osiągnięcia w pracy naukowej i badawczej), a w 2009 Krzyżem Oficerskim Orderu Odrodzenia Polski (za wybitne zasługi w dokumentowaniu i upamiętnianiu prawdy o najnowszej historii Polski, w szczególności dziejów Polskiego Państwa Podziemnego). W 2006 otrzymał Srebrny Medal „Zasłużony Kulturze Gloria Artis”, a w 2010 Medal „10 lat Instytutu Pamięci Narodowej”.
W 1985 laureat Nagrody Młodych im. Włodzimierza Pietrzaka. W 1992 otrzymał przyznaną przez ZAiKS Nagrodę za varsaviana im. Karola Małcużyńskiego, w 2006 nagrodę Kustosza Pamięci Narodowej. W 2011 wyróżniony Medalem „Dziedzictwo Kresów Wschodnich”, nadanym przez Stowarzyszenie Rodzin Osadników Wojskowych i Cywilnych Kresów Wschodnich. Laureat „Konkursu im. H. Szwankowskiej – Varsavianów” Towarzystwa Miłośników Historii oraz Biblioteki m.st. Warszawy (edycje 2012/2013, 2014/2015). W 2014 otrzymał Medalion Pieta Miednoje 1940, przyznany przez Warszawskie Stowarzyszenie Rodzina Policyjna 1939 roku.
W 2014 otrzymał Medal Honorowy za zasługi dla Żandarmerii Wojskowej i odznakę pamiątkową Batalionu Reprezentacyjnego WP.